# Sośnicowice
Sośnicowice é um município da Polônia, na voivodia da Silésia e no condado de Gliwice. Estende-se por uma área de 11,67 km², com 1 875 habitantes, segundo os censos de 2016, com uma densidade de 160,7 hab/km².